# II. Johanna nápolyi királynő
II. Johanna (Zára, Dalmácia, 1373. június 25. – Nápoly, 1435. február 2.), olaszul: Giovanna II d'Angiò, németül: Johanna von Anjou, franciául: Jeanne II de Naples, horvátul: Ivana II, kraljica Napulja, nápolyi és magyar királyi hercegnő, nápolyi (szicíliai) királynő: (1414–1435). Első házassága révén ausztriai hercegnő, Stájerország, Karintia és Krajna hercegnéje, Tirol grófnéja, második házassága folytán la Marche grófnéja és Taranto hercegnéje. A nápolyi (harmadik) Anjou-ház utolsó törvényes sarja. Apja és öccse után ő is viselte a Magyarország királya címet.

## Élete
III. (Kis) Károly nápolyi és II. Károly néven magyar királynak, valamint Anjou Margit durazzói hercegnőnek a leánya.
Öccse, I. (Durazzói) László halála után örökölte a nápolyi trónt. Johanna az apja magyarországi tartózkodása idején született Dalmácia székhelyén, Zárában, mikor apja Szlavónia hercegeként a horvát-szlavón-dalmát királyságokat kormányozta I. (Nagy) Lajos magyar király nevében.
I. (Anjou) Mária magyar királynő halála (1395) után Zsigmond király az Anjou-házzal való szövetség fenntartása érdekében feleségül kérte Johannát, ami viszont a nápolyi párt ellenállásán meghiúsult.
Egy másik elképzelés a két Szicília közötti békekötés lehetőségét rejtette magában, amely kettős házasság reményét is kecsegtette, hiszen a Szicília szigetén fel-fellobbanó lázadások szításában I. (Durazzói) László amúgy is élen járt. Már 1398-ban elindultak a tárgyalások I. (Durazzói) László nápolyi király, valamint Ifjú Márton szicíliai király nagynénje és Idős Márton aragón király (Ifjú Márton apja) féltestvére, Izabella aragón infánsnő között kötendő frigyről. Ez egészült ki azzal az elképzeléssel, hogy a felesége, I. Mária szicíliai királynő halálával (1401. május 25.) megözvegyült Ifjú Márton vegye feleségül László király nővérét, Johannát, de mindkét házassági tárgyalás végül zsákutcába jutott, mivel a két szicíliai udvar más-más pápát támogatott: Nápoly és László király a római pápát, míg Palermo és Ifjú Márton az avignoni (ellen)pápát.
Ezután 1401. október 13-án vagy november 13-án Vilmos osztrák herceg jegyezte el Johannát, amely Zsigmond ellenes éllel jött létre. Az 1403-as Zsigmond elleni országos felkelés idején Johanna öccsét, I. Lászlót meghívták a magyar trónra, aki 1403. július 19-én Johannával együtt jelent meg a magyar korona felségterületén, Johanna szülővárosában, a dalmáciai Zárában, ahol a Kanizsai János esztergomi érsek által megáldott alkalmi koronával Lászlót Vilmos osztrák herceg követeinek is a jelenlétében Kanizsai érsek 1403. augusztus 5-én "magyar királlyá" koronázta. Az osztrák vőlegény követei ezt követően Johannát Bécsbe kísérték, ahol 1403. augusztus 28-án megtartották az esküvőjüket. Vilmos 1406. július 15-én halt meg. Házasságuk gyermektelen maradt. Johanna ezért 1407 elején visszatért Nápolyba. Az özvegy hercegné 1414-ben öccsének törvényes gyermekeket nélkülöző halálával megörökölte a Nápolyi Királyságot. 1415. január 4-én az újdonsült királynő eljegyezte I. Ferdinánd aragón és szicíliai király másodszülött fiát, a Johannánál 25 évvel fiatalabb, 16 éves János infánst, Szicília kormányzóját, de végül 1415. augusztus 10-én az özvegy és három gyermekes Bourbon Jakabhoz, la Marche grófjához ment feleségül Nápolyban, aki a házassága révén elnyerte a Tarantó hercege címet, azonban ez a házassága is gyermektelen maradt. Jakab 1415. október 10-én királlyá kiáltatta ki magát, Johanna kegyencét, Pandolfo Alopót kivégeztette, Johannát pedig elzárta a külvilág elől, a királynő csak férjén keresztül érintkezhetett mindenkivel, és felesége helyett uralkodott egy évig. Hívei azonban kiszabadították Johannát, aki viszont férjét lecsukatta. Rövid idő múlva azonban Jakab is kiszabadult és Franciaországba menekült, magára hagyta Johannát, de hivatalosan sohasem váltak el. Jakab túlélte feleségét. Bourbon Jakabnak első házasságából három lánya született. Első felesége III. Károly navarrai királynak a lánya, Navarrai Beatrix, I. Blanka navarrai királynőnek, Ifjú Márton özvegyének a húga volt. Johanna ezután Caraccioli Jánost fogadta kegyencévé. Johannát 1419. október 28-án koronázták királlyá Nápolyban. Miután Johannának nem születtek gyermekei egyik házasságából sem, és öccsének is csak házasságon kívül született gyermekei voltak, akik közül bár Durazzói Rajnald capuai herceg (–1422 után) túlélte az apját, de mivel nem törvényes házasságból született, nem örökölhette a trónt, ezért is követte a trónon Lászlót a nővére. Johanna így először III. Lajost, Anjou hercegét, II. Lajos nápolyi (ellen)király és Jolán aragón infánsnő (I. János aragóniai király és Bar Jolán lánya) fiát tette meg örökösének, akivel aztán összekülönböztek, ezért V. Alfonz aragóniai királyt hívta be az országba Lajos ellen, akit 1421-ben utódának is fogadott. Alfonz el is fogadta a trónjelöltséget, és (III.) Lajost kiűzte az országból. Alfonz viszont Johanna kegyencét, Caraccioli Jánost is elűzte az udvartól, ezért Johanna kitagadta, és újra fiává fogadta Lajost. Lajos azonban 1434-ben meghalt. Ekkor Lajos öccsét, Renátusz herceget fogadta örökbe, aki viszont burgundiai fogságban ült. Johanna a következő év elején, 1435. február 2-án meghalt, kijelölt utódja viszont csak három évvel később, 1438-ban foglalhatta el a trónt, de 1442-ben Johanna másik fogadott fia, V. Alfonz aragón király elűzte őt a Nápolyi Királyságból.